# Bout de Zan et le Fantôme
Bout de Zan et le Fantôme est un film muet français réalisé par Louis Feuillade tourné en 1915 et sorti en 1916.

## Fiche technique
- Titre : Bout de Zan et le Fantôme
- Réalisation : Louis Feuillade
- Scénario : Louis Feuillade
- Société de production : Société des Etablissements L. Gaumont
- Pays d'origine :  France
- Langue : film muet avec les intertitres  en français
- Format : Noir et blanc — 35 mm — 1,33:1 — Muet
- Métrage :
- Genre : Comédie
- Durée :
- Dates de sortie :
  -  France : 1916

## Distribution
- René Poyen : Bout de Zan